# 앤 커티스
앤 커티스(Ann Curtis, 1926년 3월 6일 ~ 2012년 6월 26일)는 전 미국의 수영 선수이다.
샌프란시스코에서 태어나 코치 찰리 시버의 아래에서 훈련을 받으며 샌프란시스코 크리스탈 플런지 팀의 단원이었다.
1948년 런던 올림픽에 참가하여 400m 자유형에서 금메달을 따고, 400m 자유형 계주의 일원으로서 또 하나의 우승을 안겼다. 100m 자유형에서는 2위를 하였다.
1944년 18세의 나이로 제임스 E. 설리반 상을 수상하였다.
1983년 샌프란시스코 만 지역 스포츠 명예의 전당에 헌액되었다.
샌라파엘에 있는 저택에서 86세의 나이로 사망하였다.

## 같이 보기
- 올림픽 수영 여자 메달리스트 목록